# Petite-Île
Petite-Île is een gemeente in Réunion en telt 11582 inwoners (2009). De oppervlakte bedraagt 33,93 km², de bevolkingsdichtheid is 341 inwoners per km².

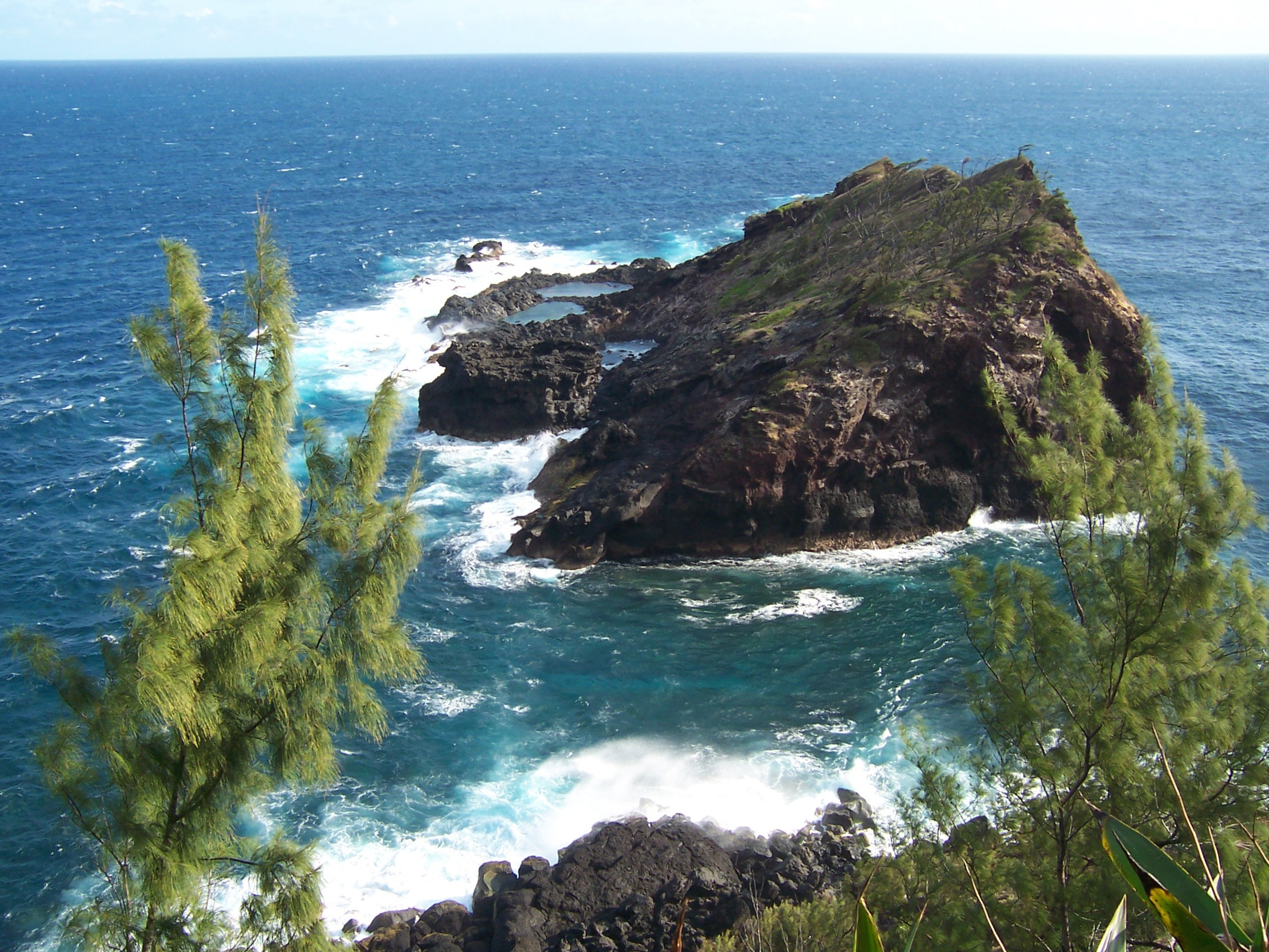
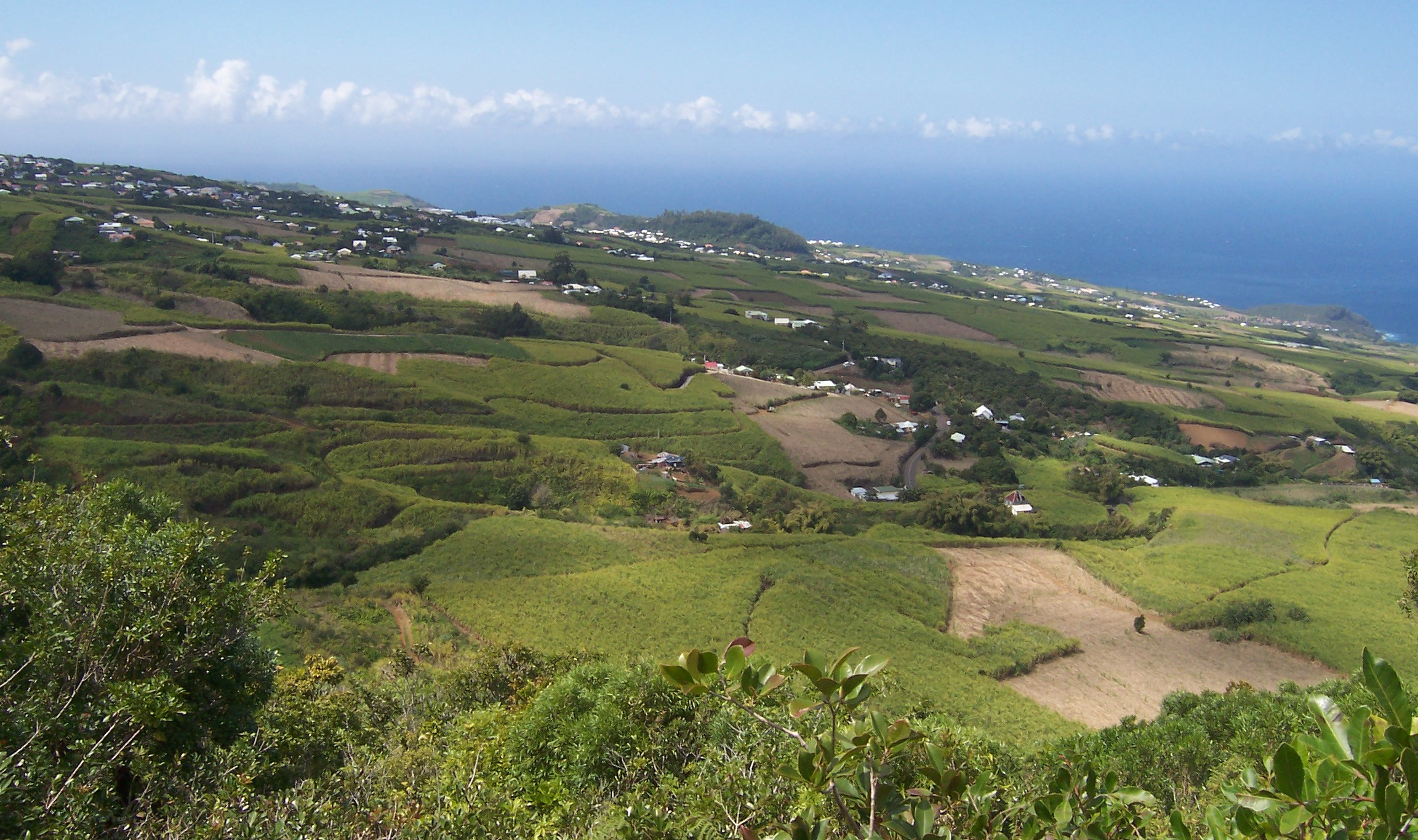
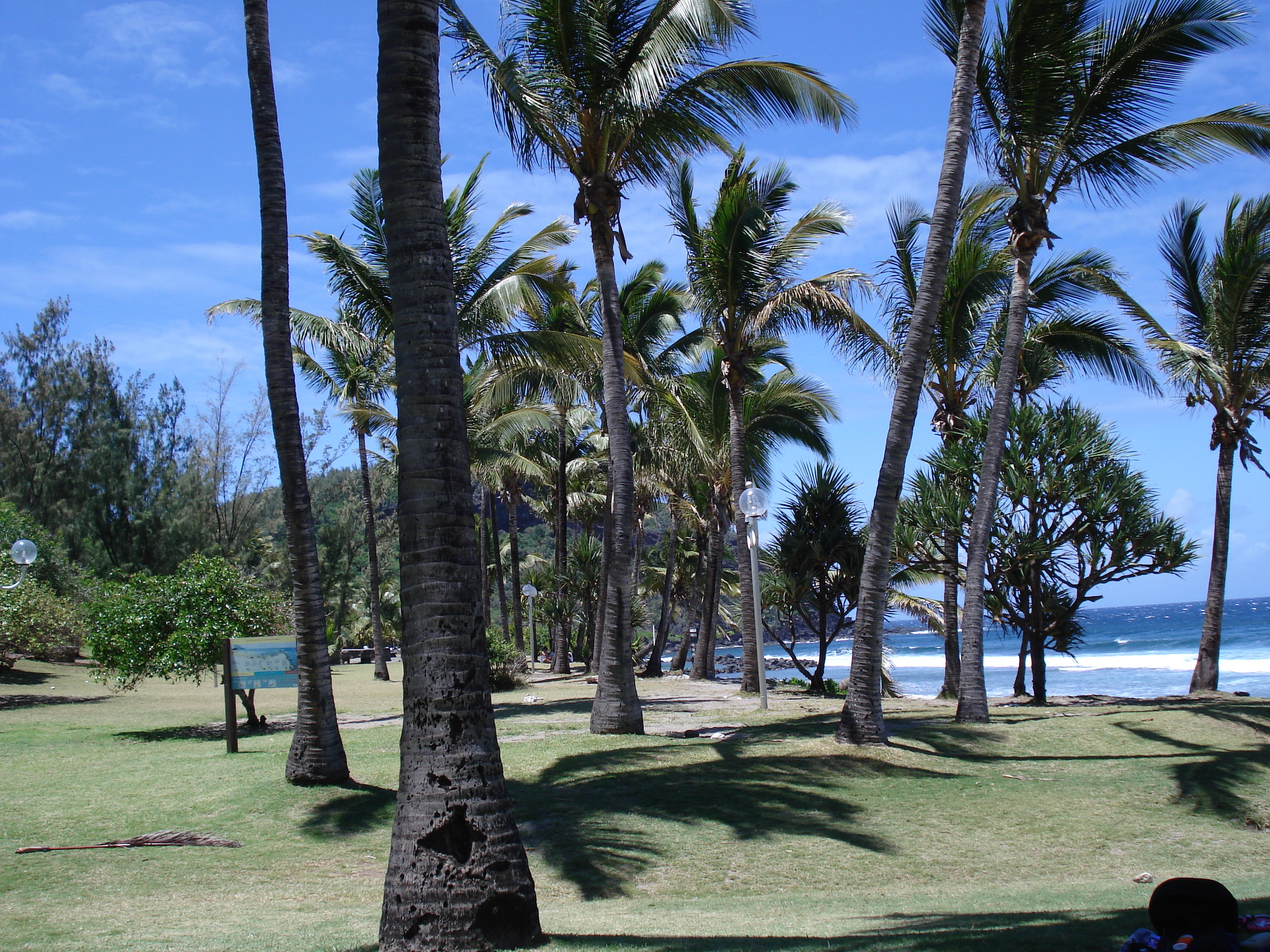
Grand-Anse
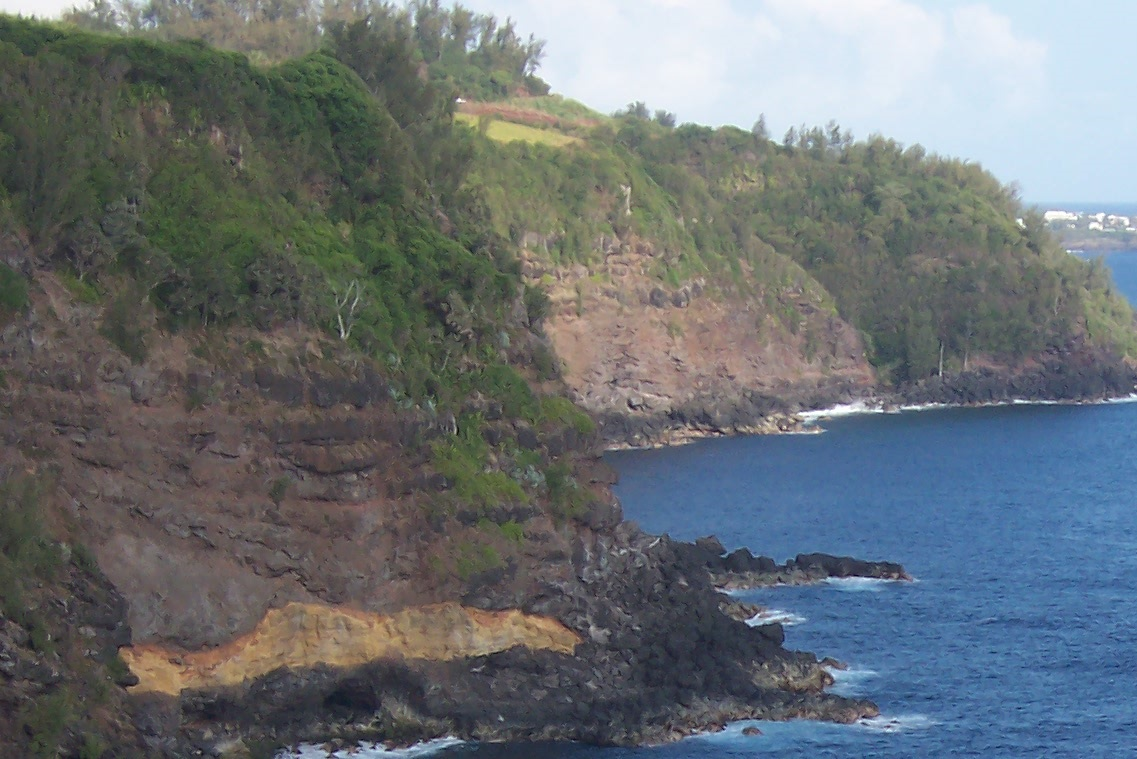